# An der Etsch

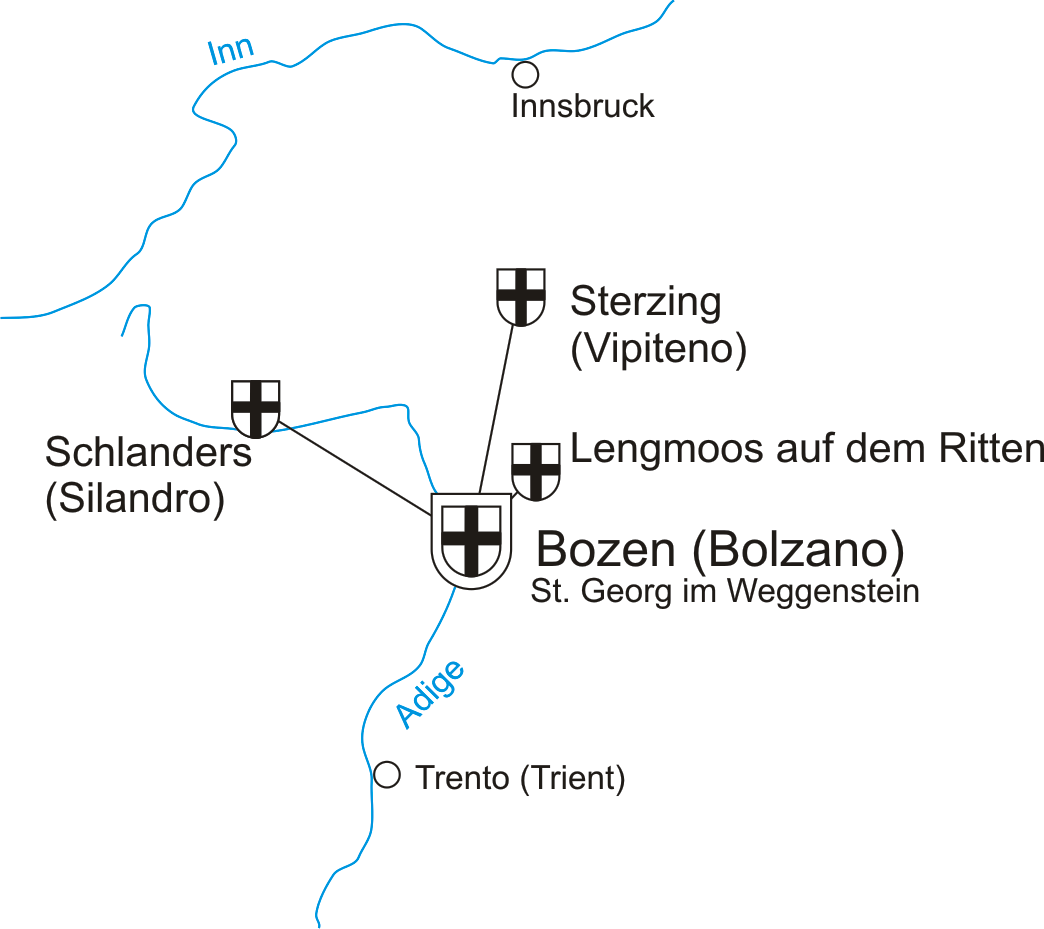
La Batllia el 1788

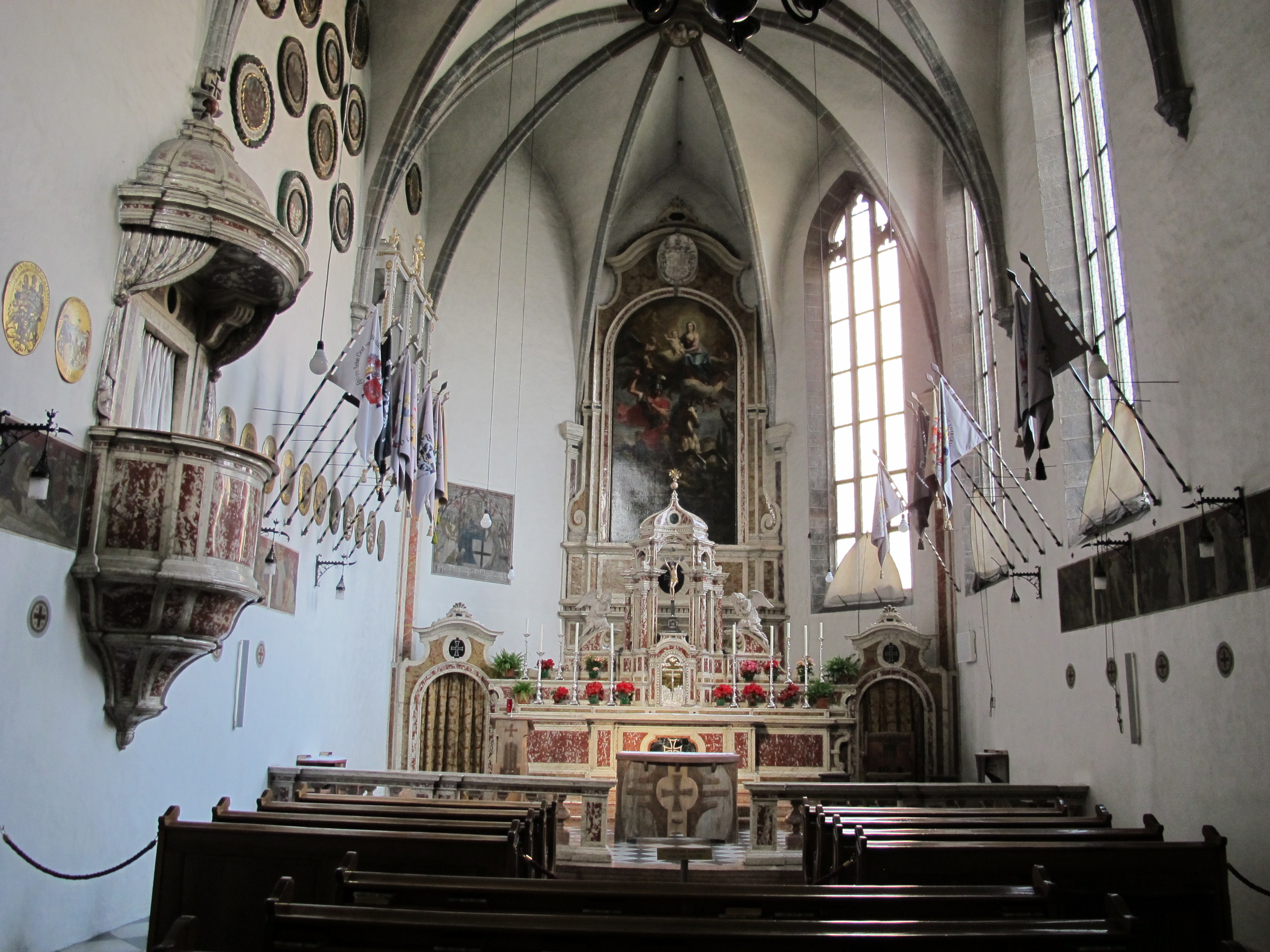
Església de l'Orde Teutònic de San Giorgio in Weggenstein a Bolzen.

An der Etsch (en alemany: Deutschordensballei An der Etsch und im Gebirge) («Batllia de l'Orde Teutònic a l'Adige i en les Muntanyes») va ser una província durant l'edat mitjana de l'Orde Teutònic, creada el 1260 i formada al voltant de Bozen, a l'actual província italiana del Tirol del Sud; el seu territori corresponia a aproximadament al Tirol històric.
Va ser eliminada el 1805 per Napoleó Bonaparte que ho va unir al departament de l'Alt Adige. Va ser reconeguda per tenir dret al vot al Col·legi dels prelats de Suàbia i dins de l'imperi es va emmarcar a la província austríaca, però estant completament independent de l'Arxiducat d'Àustria. Aquesta independència va ser deguda al fet que l'Orde Teutònic, en aquell moment, tenia la seva seu principal a Venècia, que estava fora de les fronteres de l'Imperi. La seu de la Batllia era a Bozen, a prop de l'església de San Giorgio in Weggenstein.

## Parròquies
- Parròquia de Lengmoos, Ritten
- Parròquia de Sarnthein
- Parròquia de Sankt Leonhard in Passeier
- Parròquia de Sterzing
- Parròquia de Siebeneich